# Лажна краљица
Лажна краљица (енгл. faux queen) је женски перформер који усваја стил типичан за мушке дрег краљице. Лажна краљица може бити шаљиво описана као „дрег краљица заробљена у женском телу”. Други описи укључују називе попут „биолошки изазвана” дрег краљица, „женско-женски имитатор” или „имитатор имитатора жена”.

## Концепт
Попут традиционалних дрег краљица и краљева, лажне краљице се поигравају традиционалним родним улогама и родним нормама како би забавили и образовали. Фо краљице се могу појавити поред дрег краљева на лезбејским дрег шоу наступима и међусобно се могу заменити са „регуларним” (мушким) дрег краљицама као емсиовима, перформерима или водитељима.
За неке то може бити начин да се редефинише постомодерни феминизам. Лажна краљица, госпођа Луција Лав, изјавила је да дрег краљице не би ни постојале да није жена. За друге се једноставно ради о облачењу и забави.